# Пономарёв, Антон Юрьевич
Анто́н Ю́рьевич Пономарёв (род. 31 октября 1988, Кустанай, Казахская ССР, СССР) — казахстанский баскетболист, играющий на позиции центрового.

## Карьера
В 10-летнем возрасте Антон занимался кикбоксингом, но в какой-то момент, из-за полученных синяков и ушибов, мама сказала, что больше не пустит его на тренировки. В это время в школе набирали детей в баскетбольную секцию. Но, несмотря на то, что набирали ребят из старших классов, Антона тоже пригласили, так как он выделялся ростом.
Свою карьеру Пономарёв начал в 2002 году в команде «Тигры Астаны», в составе которой неоднократно становился чемпионом Казахстана.
Когда закончился контракт с «Тиграми», Пономарёв поехал на предсезонные сборы в ФМП. В товарищеских матчах Антон много играл, но когда начались матчи чемпионата, оказался в запасе. По истечении некоторого времени Пономарёв и сербский клуб решили разорвать контракт по обоюдному согласию. Оставшуюся часть сезона 2010/2011 провёл в российской команде «Спартак-Приморье».
После образования баскетбольного клуба «Астана» в 2011 году, начал выступать за казахский клуб. В 2013 и 2016 годах был признан «Лучшим казахстанским баскетболистом» Единой лиги ВТБ.

В июле 2018 года Пономарёв объявил о завершении игровой карьеры:
Причина моего решения это – травмы, которые в последнее время часто беспокоят меня. Я считаю, что провёл яркую карьеру в баскетболе. В этом году, ровно 20 лет, как я начал заниматься этим видом спорта. Я завершаю карьеру, но баскетбол, в любом случае, остается моей любимой игрой. Я останусь преданным болельщиком нашей команды «Астана», и нашей сборной.
Мне, такое решение далось не просто, я долго его обдумывал. Еще в прошлом сезоне меня начали посещать такие мысли. После завершения сезона, я еще думал, что год отыграю, но сейчас принял решение, что всё. Самый большой плюс в этом, что у меня больше времени будет на семью и на детей. Каждый сезон непросто давался моей семье: постоянные выезды и травмы, это все причина для переживаний. Поэтому, ближайшее время я буду посвящать только семье, а также уже есть идеи, чем буду заниматься вне баскетбола, но это пока отложу на дальнюю полку. 

Мы все обсудили с Валерием Алексеевичем Тихоненко, он выслушал меня и поддержал моё решение. Мы остались в хороших отношениях, что очень важно для меня. Я многим обязан ему»
Пропустив один сезон, Пономарёв вернулся в профессиональный баскетбол. Выступая за «Тобол» Антон стал бронзовым призёром чемпионата Казахстана.